# Апель, Иоганн Август
Иоганн Август Апель (нем. Johann August Apel; 1771—1816) — известный немецкий юрист, стихотворец и теоретик метрики конца XVIII — начала XIX века.

## Биография
Иоганн Август Апель родился 17 сентября 1771 года в Германии земли Саксония в городе Лейпциге. Был младшим сыном в семье адвоката и мэра города Генриха Фредерика Инокентия Апеля (нем. Heinrich Friedrich Innocentius Apel).
После получения начального образования в лейпцигской школе Святого Фомы Иоганн Август Апель пошёл по стопам отца, поступив на юридический факультет Лейпцигского университета, а затем повышал квалификацию изучая гражданское и немецкое уголовное право в Виттенбергском университете, достигнув в итоге учёного знания доктора права. Зарекомендовал себя, как талантливый адвокат и в 1801 году Апель был избран в городской совет родного города.
В начале XX века на страницах «Энциклопедического словаря Брокгауза и Ефрона» было дано следующее описание литературным трудам И. А. Апеля: «… известен был как занимательный рассказчик в своем „Gespensterbuch“ — сборнике новелл, в то время имевшем широкое распространение. Но его трагедии „Polyidos“, „Die Allouer“ и другие, представляющие собою результат изучения Апелем античной трагедии в её противоположности современной, лишены поэтических достоинств; большее значение имеет его „Metrik“ (2 т., Лейпциг, 1814—16; новое изд. 1834)».
После того, как Иоганн Август Апель опубликовал свой труд по теории метрики озаглавленный «Metrik», это вызвало в Германии настоящую эскалацию научных споров, причём главным оппонентом Апеля выступал его земляк и бывший наставник Иоганн Готфрид Якоб Герман (нем. Johann Gottfried Jakob Hermann; 1772—1848). Однако, их спор так и не был закончен, ибо Иоганн Август Апель скоропостижно скончался 19 августа 1816 года в Лейпциге в возрасте сорока четырёх лет.

## Семья
Его сын, Гвидо Теодор Апель (нем. Theodor Apel; 10 мая 1811 года; Лейпциг — 26 ноября 1867 года; там же) также был известен как литератор. Наиболее заметные произведения: «Gedichte» (2 изд., Лейпциг, 1848); «Dramatische Werke» (полное собрание 2 т., Лейпциг, 1856—57); «Die Schlacht bei Möckern 16 Oct. 1813» (Лейпциг, 1850), «Führer auf die Schlachtfelder Leipzigs» (Лейпциг, 1863); «Fabellarische Zusammenstellung der Kriegsereignisse bei Leipzig im Oct. 1813» (Лейпциг, 1866).